# Wilhelm Andreas Wexels
Wilhelm Andreas Wexels, född 29 mars 1797, död 14 maj 1866, präst vid Vor Frelsers Kirke i Kristiania (Oslo), som ägnade sig mycket åt att översätta svenska psalmer till norska, icke desto mindre finns han omvänt representerad i Den svenska psalmboken 1986 med originaltexten till en psalm (nr 320). Han är också representerad i den danska Psalmebog for Kirke og Hjem.

## Psalmer
- Nya psalmer 1921
  - 672 O tänk, när en gång samlad står
  - 667 Tänk, när en gång det töcken har försvunnit. Skriven 1845. Finns på Wikisource.

- Den svenska psalmboken 1937
  - 594 Tänk, när en gång det töcken har försvunnit Finns på Wikisource.

- Den svenska psalmboken 1986
  - 320 Tänk, när en gång det töcken har försvunnit Finns på Wikisource.

### Psalmer på danska
- Ak Gud, fra Himlen se herned (Bearbetning 1840 av tidigare översatt psalmtext av Martin Luther)
- Befal du dine veje (Bearbetning 1840 av tidigare översatt psalmtext av Paul Gerhardt)
- Dig, store Gud, ske ære (Bearbetning 1840 av tidigare översatt psalmtext)
- Hvert et lys i livets nat (1840)
- Hvor der er tro på Gud (1840)
- Jesus, livets rige kilde (Bearbetning 1849 av tidigare översatt psalmtext av Johann Rist)
- Lov og pris og evig ære (Bearbetning 1844 av Johan Nordahl Bruns psalm)
- Nu blomstertiden kommer (Bearbetning 1840 av tidigare översatt psalmtext av Israel Kolmodin)
- Nu skrider dagen under (Bearbetning 1840 av tidigare översatt psalmtext)
- Når syn og hørelse forgår (Bearbetning 1840 av tidigare översatt psalmtext av Paul Eber)
- Stat op, min sjæl, i morgengry (1858)
- Så vide om land, som sol monne gå (1847)
- Tænk, når engang den tåge er forsvunden (1841)